# Copa Votorantim de 2013
A Copa Votorantim de 2013 foi a 18.ª edição deste evento esportivo, um torneio nacional de futebol masculino sub-15 organizado pela Prefeitura de Votorantim.
O torneio compreendeu quatro distintas fases e envolveu a participação de um total de 16 clubes, ocorrendo no período de 17 a 27 de janeiro. A fase inicial consistiu na divisão dos participantes em quatro grupos, nos quais os clubes enfrentaram seus oponentes da mesma chave em partidas de turno único. Nas fases subsequentes, a determinação dos avançados para a fase seguinte baseou-se no resultado de partidas únicas, culminando na redução progressiva do número de clubes a cada fase até a disputa da final.
O título da edição foi conquistado pelo São Paulo, que venceu a decisão contra o Bahia na disputa por pênaltis. Este triunfo marcou o terceiro título na história do clube neste torneio.

## Formato e participantes
Em 13 de dezembro de 2012, a Secretaria de Esportes e Lazer de Votorantim definiu, por meio de um sorteio realizado durante um congresso técnico, os grupos para a edição de 2013 da Copa Votorantim. Conforme o regulamento, os clubes foram divididos em quatro grupos, nos quais enfrentaram os adversários de seus respectivos chaveamentos, classificando os dois primeiros de cada grupo para as quartas de final. A partir deste ponto, o sistema se altera para partidas eliminatórias até a decisão. Entre algumas ações adicionais tomadas pela prefeitura da cidade, destacam-se a montagem de arquibancadas temporárias no estádio Domênico Paolo Metidieri e a contratação de seguranças nos alojamentos dos clubes.
| Federação         | Equipe                | Títulos         | Ref.  |
| ----------------- | --------------------- | --------------- | ----- |
| Bahia             | Bahia                 | —               | [ 5 ] |
| Bahia             | Vitória               | 1 (2000)        | [ 5 ] |
| Minas Gerais      | Atlético Mineiro      | —               | [ 5 ] |
| Paraná            | Coritiba              | 1 (2012)        | [ 5 ] |
| Rio de Janeiro    | Botafogo              | —               | [ 5 ] |
| Rio de Janeiro    | Flamengo              | —               | [ 5 ] |
| Rio de Janeiro    | Vasco da Gama         | —               | [ 5 ] |
| Rio Grande do Sul | Grêmio                | 2 (2008 e 2010) | [ 5 ] |
| Rio Grande do Sul | Internacional         | 2 (2009 e 2011) | [ 5 ] |
| Santa Catarina    | Figueirense           | —               | [ 5 ] |
| São Paulo         | Corinthians           | 2 (2003 e 2004) | [ 5 ] |
| São Paulo         | Palmeiras             | —               | [ 5 ] |
| São Paulo         | Santos                | —               | [ 5 ] |
| São Paulo         | São Bento             | —               | [ 5 ] |
| São Paulo         | São Paulo             | 2 (1991 e 1992) | [ 5 ] |
| São Paulo         | Seleção de Votorantim | —               | [ 5 ] |

## Primeira fase
Nesta edição, o Coritiba, campeão da edição anterior, e o Palmeiras protagonizaram o jogo inaugural da competição em 18 de janeiro, no estádio Domênico Paolo Metidieri. O resultado final foi um empate por 1 a 1. No geral, a primeira fase apresentou dois cenários semelhantes nos quatro grupos, onde os classificados de cada terminaram empatados em número de pontos, sendo a definição das colocações determinada pelo saldo de gols. Bahia, Coritiba, Corinthians, Grêmio, Internacional, Palmeiras, Santos e São Paulo continuaram na competição. Nos grupos B e D, apenas os terceiros colocados chegaram até a última rodada com chances de classificação, enquanto nos outros dois grupos, todos os integrantes tinham chances matemáticas de avançar.

## Fases finais
Após a conclusão da terceira rodada da fase de grupos, os confrontos das quartas de final foram estabelecidos. O primeiro jogo resultou em uma vitória simples do Grêmio sobre o Coritiba. Pouco depois, o Palmeiras eliminou o Corinthians pelo mesmo placar. No dia seguinte, os últimos confrontos das quartas foram realizados. O Bahia venceu o Internacional por 3 a 1, enquanto o São Paulo eliminou o Santos por 3 a 2.
Com os resultados da fase anterior, as semifinais foram definidas pelos confrontos entre Bahia e Grêmio, e Palmeiras e São Paulo, ambos disputados dois dias após a conclusão das quartas de final. O clube baiano foi o primeiro a se classificar para a final após vencer o adversário gaúcho por 3 a 0. Enquanto isso, o Choque-Rei terminou empatado em 2 a 2, sendo o vencedor decidido nas cobranças de pênaltis, onde o São Paulo saiu vitorioso.
No dia 27 de janeiro, Bahia e São Paulo protagonizaram uma final de dois tempos contrastantes. O Tricolor Baiano teve um maior controle da posse de bola e, como resultado, as melhores oportunidades no primeiro tempo, incluindo uma finalização que atingiu a trave. No segundo tempo, o Tricolor Paulista mostrou um maior ímpeto ofensivo e conseguiu abrir o placar aos 14 minutos com Gabriel Silva. No entanto, seis minutos depois, Geovane empatou para o Bahia. Com o empate persistindo, o jogo foi para a prorrogação, onde o São Paulo acertou a trave do adversário. Sem mudanças no placar, o título foi decidido na disputa por pênaltis. Igor Moraes, Igor Lizieiro, Lucas Fernando e Caio Gusmão marcaram para o São Paulo. Para o Bahia, Carlos Mateus e Léo converteram, enquanto as cobranças de Junior e Rodrigo foram defendidas pelo goleiro Lucas Gomes.
|  | Quartas de final | Quartas de final |                |       | Semifinais | Semifinais |  |  | Final | Final |
|  |                  |                  |                |       |            |            |  |  |       |       |
|  |                  |                  |                |       |            |            |  |  |       |       |
|  |                  |                  |                |       |            |            |  |  |       |       |
|  | Corinthians      | 0                |                |       |            |            |  |  |       |       |
|  | Corinthians      | 0                |                |       |            |            |  |  |       |       |
|  | Palmeiras        | 1                |                |       |            |            |  |  |       |       |
|  | Palmeiras        | 1                | Palmeiras      | 2 (4) |            |            |  |  |       |       |
|  |                  |                  | Palmeiras      | 2 (4) |            |            |  |  |       |       |
|  |                  | São Paulo (p.)   | 2 (5)          |       |            |            |  |  |       |       |
|  | Santos           | São Paulo (p.)   | 2 (5)          | 2     |            |            |  |  |       |       |
|  | Santos           |                  |                | 2     |            |            |  |  |       |       |
|  | São Paulo        | 3                |                |       |            |            |  |  |       |       |
|  | São Paulo        | 3                | São Paulo (p.) | 1 (4) |            |            |  |  |       |       |
|  |                  |                  | São Paulo (p.) | 1 (4) |            |            |  |  |       |       |
|  |                  | Bahia            | 1 (2)          |       |            |            |  |  |       |       |
|  | Bahia            | Bahia            | 1 (2)          | 3     |            |            |  |  |       |       |
|  | Bahia            |                  |                | 3     |            |            |  |  |       |       |
|  | Internacional    | 1                |                |       |            |            |  |  |       |       |
|  | Internacional    | 1                | Bahia          | 3     |            |            |  |  |       |       |
|  |                  |                  | Bahia          | 3     |            |            |  |  |       |       |
|  |                  | Grêmio           | 0              |       |            |            |  |  |       |       |
|  | Coritiba         | Grêmio           | 0              | 0     |            |            |  |  |       |       |
|  | Coritiba         |                  |                | 0     |            |            |  |  |       |       |
|  | Grêmio           | 1                |                |       |            |            |  |  |       |       |
|  | Grêmio           | 1                |                |       |            |            |  |  |       |       |

- As equipes classificadas estão em negrito.

### Gerais
- «Tabela completa da Copa Brasil de Futebol Infantil, em Votorantim». GloboEsporte.com. 17 de janeiro de 2013. Consultado em 6 de abril de 2024. Cópia arquivada em 10 de dezembro de 2022

### Específicas
1. ↑  «Definido os grupos da 18ª Copa Brasil de Futebol Infantil». Prefeitura de Votorantim. 14 de dezembro de 2012. Consultado em 6 de abril de 2024. Cópia arquivada em 6 de abril de 2024
2. ↑  «Começa a Copinha». Cruzeiro do Sul. 17 de janeiro de 2013. Consultado em 10 de dezembro de 2022. Cópia arquivada em 10 de dezembro de 2022
3. ↑  «Prefeitura prepara 18ª edição da Copa Brasil de Futebol Infantil» (PDF). Jornal de Votorantim. 4 de janeiro de 2013. Consultado em 6 de abril de 2024. Cópia arquivada (PDF) em 6 de abril de 2024
4. ↑  «Votorantim instala arquibancadas em estádio para Copa Brasil sub-15». GloboEsporte.com. 3 de janeiro de 2013. Consultado em 6 de abril de 2024. Cópia arquivada em 6 de abril de 2024
5. ↑  «Copa Brasil Infantil começa quinta-feira» (PDF). Jornal de Votorantim. 11 de janeiro de 2013. Consultado em 6 de abril de 2024. Cópia arquivada (PDF) em 6 de abril de 2024
6. ↑  Marcus Vinícius Souza (22 de janeiro de 2013). «Palmeiras elimina Corinthians e avança na Copa Brasil Sub-15». GloboEsporte.com. Consultado em 6 de abril de 2024. Cópia arquivada em 10 de dezembro de 2022
7. ↑  «Bahia vence por 3 a 0 e elimina o Internacional». Duzaca. 25 de janeiro de 2013. Consultado em 6 de abril de 2024. Arquivado do original em 17 de março de 2016
8. ↑  «Copa Brasil conhece os finalistas hoje» (PDF). Jornal de Votorantim. 25 de janeiro de 2013. Consultado em 6 de abril de 2024. Cópia arquivada (PDF) em 6 de abril de 2024
9. 1 2  «São Paulo é o grande campeão da 18ª Copa Brasil de Futebol Infantil». Duzaca. 27 de janeiro de 2013. Consultado em 6 de abril de 2024. Cópia arquivada em 17 de março de 2016
10. ↑  Ana Luiza Rosa (27 de janeiro de 2013). «Sub-15 vence o Bahia e é campeão da Copa Brasil». São Paulo Futebol Clube. Consultado em 6 de abril de 2024. Arquivado do original em 29 de janeiro de 2013